# Bezrepci
Bezrepci (lat. Protura), red člankonožaca u redu unutarčeljusnika. Postoji sedam porodica s oko 800 vrsta, od kojih oko 300 pripada rodu Eosentomon.
Bezrepci nemaju ni očiju, ni krila, niti antena (ticala), nedostaje im pigmentacija, a njihova boja najćešće je bijela ili svjetlosmeđa. Funkciju ticala preuzeo je prvi od tri para segmentiranih nogu, tako da hodaju samo s dva para nogu. Zadržavaju se u tlu, i otpalom lišću vlažnih umjerenih šuma a također su pronađeni ispod stijena ili pod korom stabala. 
Ishrana bezrepaca još nije dostatno izučena. U ishranu uz ostalo ulaze mikorizne gljive.

## Podjela
1. subordo Acerentomata
  1. familia Acerentomidae Silvestri, 1907
    1. genus Acerella Berlese, 1909
    2. genus Acerentomon Silvestri, 1907
    3. genus Acerentuloides Ewing, 1921
    4. genus Acerentulus Berlese, 1908
    5. genus Alaskaentomon Nosek, 1977
    6. genus Amphientulus Tuxen, 1981
    7. genus Australentulus Tuxen, 1967
    8. genus Baculentulus Tuxen, 1977
    9. genus Berberentulus Tuxen, 1963
    10. genus Delamarentulus Tuxen, 1963
    11. genus Filientomon Rusek, 1974
    12. genus Gracilentulus Tuxen, 1963
    13. genus Kenyentulus Tuxen, 1981
    14. genus Maderentulus Tuxen, 1963
    15. genus Najtentulus Szeptycki & Weiner, 1997
    16. genus Nipponentomon Imadaté & Yosii, 1959
    17. genus Noldo Szeptycki, 1988
    18. genus Nosekiella Rusek, 1974
    19. genus Podolinella Szeptycki, 1995
    20. genus Proacerella Bernard, 1975
    21. genus Tasmanentulus Tuxen, 1985
    22. genus Tuxenidia Nosek & Cvijovic, 1969
    23. genus Verrucoentomon Rusek, 1974
    24. genus Vindobonella Szeptycki & Christian, 2001

  2. familia Hesperentomidae
    1. genus Hesperentomon Price, 1960
    2. genus Ionescuellum Tuxen, 1960

  3. familia Protentomidae
    1. genus Protentomon Ewing, 1921
    2. genus Proturentomon Silvestri, 1909
2. subordo Eosentomata
  1. familia Antelientomidae
    1. genus Antelientomon Yin, 1974

  2. familia Eosentomidae
    1. genus Eosentomon Berlese, 1908
    2. genus Isoentomon Tuxen, 1975
3. subordo Sinentomata Yin, 1965
  1. familia Fujientomidae
    1. genus Fujientomon

  2. familia Sinentomidae
    1. genus Sinentomon Yin, 1965

## Vanjske poveznice
Protura